# Operação Obviar
A Operação Obviar foi um ataque aéreo britânico realizado na Segunda Guerra Mundial que teve como alvo o couraçado alemão Tirpitz. A intenção era destruir o danificado navio depois dele ter mudado de ancoradouro para próximo de Tromsø, no norte da Noruega. A ação foi realizada por bombardeiros da Força Aérea Real em 29 de outubro de 1944.
O ataque ocorreu depois da bem sucedida Operação Paravane em 15 de setembro, que incapacitou o Tirpitz. A inteligência Aliada não sabia que o navio não era mais capaz de operar no mar e navios necessários em outros locais estavam sendo mantidos no Reino Unido para contê-lo, assim foi decidido lançar outro ataque. Após um período de planejamento e treinamento, 38 bombardeiros e uma aeronave de filmagem deixaram bases na Escócia na madrugada de 29 de outubro. O ataque ocorreu pela manhã, mas foi frustrado por nuvens baixas que dificultaram a tarefa de mirar corretamente no Tirpitz. O couraçado não foi acertado diretamente, mas foi danificado por uma bomba que detonou próxima do seu casco. Um bombardeiro precisou fazer um pouso forçado na Suécia depois de ser atingido pela artilharia antiaérea alemã.
Apesar do fracasso da Operação Obviar, os Aliados permaneceram comprometidos com o objetivo de afundar o Tirpitz. Os planos deste ataque foram reutilizados para o seguinte, a Operação Catecismo, que ocorreu em 12 de novembro de 1944. As condições climáticas desta vez estavam muito melhores para os britânicos e o navio foi finalmente afundado.

## Antecedentes
O couraçado alemão Tirpitz representava desde o início de 1942 uma ameaça para os comboios Aliados que transportavam suprimentos pelo Mar da Noruega até a União Soviética. O navio ficava ancorado nos fiordes do litoral da Noruega e era capaz de sobrepujar as forças de escolta designadas para esses comboios. Ele também poderia possivelmente tentar entrar no Oceano Atlântico e atacar comboios viajando para o Reino Unido, como seu irmão Bismarck tentou fazer em maio de 1941. Os Aliados, para fazer frente a essas ameaças, precisavam manter uma força poderosa de navios de guerra com a Frota Doméstica britânica, assim navios capitais passaram a acompanhar a maioria dos comboios que seguiam para a União Soviética.
O Tirpitz foi atacado repetidas vezes por forças britânicas. Bombardeiros pesados da Força Aérea Real realizaram quatro ataques fracassados contra o couraçado entre os meses de janeiro e abril de 1942, enquanto ele estava ancorado no Fiorde de Fætten. Foi transferido em março de 1943 para o Fiorde de Kå no extremo norte norueguês. Foi seriamente danificado em 22 de setembro de 1943 durante a Operação Fonte, quando explosivos foram colocados embaixo do seu casco por homens da Marinha Real Britânica que conseguiram chegar no fiorde usando minissubmarinos. Aeronaves oriundas de porta-aviões da Marinha Real atacaram o navio em 3 de abril de 1944 na Operação Tungstênio e infligiram mais danos. Este ataque foi planejado para coincidir quando acreditava-se que os reparos dos danos causados na Operação Fonte estariam sendo finalizados. Vários ataques aéreos subsequentes, incluindo a Operação Mascote em 17 de julho e a Operação Goodwood entre 22 e 29 de agosto, fracassaram.
Passou-se a acreditar que mais ataques oriundos de porta-aviões seriam infrutíferos por conta das limitações das aeronaves e armamentos da Marinha Real, assim a responsabilidade por afundar o Tirpitz foi transferida para o Comando de Bombardeiros da Força Aérea Real. Os esquadrões de elite Nº 9 e Nº 617 atacaram o navio no Fiorde de Kå em 15 de setembro durante a chamada Operação Paravane. Esta ação usou bombardeiros pesados Avro Lancaster armados com bombas Tallboy e minas Johnnie Walker, sendo lançada a partir de Iagodnik na União Soviética. O Tirpitz foi acertado por uma única Tallboy na proa, que causou enormes danos e o deixou incapaz para combate.

## Prelúdio
| Tromsø Fiorde de Kå Lago TorneA região do norte da Noruega e áreas próximas da Suécia, Finlândia e União Soviética |

Uma reunião envolvendo o grande almirante Karl Dönitz, o comandante da Marinha de Guerra Alemã, ocorreu em Berlim em 23 de setembro para se discutir o futuro do Tirpitz. Ele foi informado que demoraria nove meses para reparar o navio e que todos os trabalhos teriam de ser feitos no Fiorde de Kå, pois o couraçado ficaria extremamente vulnerável caso tentasse navegar para um porto grande. Forças soviéticas estavam na época avançando rapidamente em direção do norte da Noruega, assim Dönitz julgou que não era viável restaurar o Tirpitz para uma condição de navegação oceânica ou mantê-lo no Fiorde de Kå. Ele decidiu usá-lo como uma bateria de artilharia flutuante para defender Tromsø de desembarques anfíbios e fortalecer a linha defensiva que estava sendo preparada na área do Fiorde de Lyngen. Dönitz também expressou esperança de que manter o couraçado em comissão continuaria a "prender as forças do inimigo e por sua presença ... confundir as intenções do inimigo".
O contra-almirante Rudolf Peters, o comandante das forças da Marinha de Guerra no norte da Noruega, recebeu ordens de posicionar o Tirpitz próximo de Tromsø onde as águas fossem rasas o bastante para impedir que afundasse completamente caso sofresse mais danos. O ancoradouro ficava próximo da pequena ilha de Håkøya, 5,6 quilômetros ao oeste de Tromsø. Este local carecia das defesas naturais que existiam nas suas bases anteriores, onde ficava protegido em fiordes com montanhas íngremes subindo do mar; isto dificultava aeronaves de avistarem e mirarem no couraçado. Por sua vez, o terreno em Håkøya era razoavelmente plano e próximo do mar. Um navio de reparos foi enviado a fim de preparar o Tirpitz para a viagem de 270 quilômetros para o sudoeste, ajudando a soldar placas de aço sobre os buracos no casco.
Os Aliados conseguiram confirmar que o navio tinha sido seriamente danificado na Operação Paravane usando informações adquiridas por fotografias de reconhecimento, sinais de inteligência e agentes noruegueses, mas não tinham certeza se ele fora permanentemente tirado de serviço. Não se sabia da decisão tomada por Dönitz em 23 de setembro. Consequentemente, a Marinha Real continuou a designar navios capitais para a Frota Doméstica a fim de proteger contra a possibilidade do Tirpitz ir para o mar, mesmo com a necessidade de enviar essas embarcações para o Oceano Pacífico com o objetivo de reforçar a Frota Britânica do Pacífico em ataques contra forças japonesas.
A viagem do Tirpitz para Tromsø ocorreu em 15 e 16 de outubro. Ele deixou o Fiorde de Kå ao meio dia do dia 15 sob escolta de vários navios. O couraçado era capaz de se mover por conta própria, mas a flotilha incluía rebocadores caso sua proa danificada se soltasse. Os alemães prosseguiram lentamente e o Tirpitz chegou em Håkøya às 15h00 do dia 16. Seiscentos marinheiros, em sua maioria da equipe de engenharia, foram removidos do navio pouco depois da chegada. Ficaram a bordo por volta de 1,7 mil homens.
Os Aliados responderam rapidamente à relocação do couraçado. Agentes noruegueses do Serviço Secreto de Inteligência nas áreas do Fiorde de Kå e Tromsø proporcionaram relatórios enquanto o navio navegava, com transmissões de rádio em 16 de outubro confirmando a chegada em Tromsø. Em resposta, o porta-aviões HMS Implacable deixou a base de Scapa Flow no dia 16 e foi encarregado de confirmar a localização do Tirpitz. A Força Aérea Real também foi instruída a realizar surtidas de reconhecimento fotográfico sobre a área de Tromsø. Como precaução caso o Tirpitz estivesse em condições de realizar operações de combate, o couraçado HMS King George V foi desviado de uma iminente transferência para o Oceano Índico a fim de reforçar a Frota Doméstica até que o HMS Duke of York, seu único couraçado, finalizasse reparos.
Aeronaves de reconhecimento localizaram o navio durante a tarde de 18 de outubro. O primeiro avião a sobrevoar a área foi um de Havilland DH.98 Mosquito do Esquadrão Nº 540, que decolou da base de Dyce na Escócia. A tripulação tirou fotografias do Tirpitz de uma altitude elevada e retornaram para base, apesar de terem sido danificados pela defesa antiaérea. Pouco depois, aviões Fairey Firefly do Implacable também sobrevoaram a área de Tromsø e tiraram várias fotografias a baixa altitude do couraçado; também foram alvos da artilharia antiaérea alemã, mas não foram atingidos. O comandante do Implacable tentou ainda no dia 18 conseguir permissão para atacar o Tirpitz no dia seguinte, mas isto foi negado pelo almirante sir Bruce Fraser, o comandante da Frota Doméstica, porque o porta-aviões tinham zarpado sem quaisquer caças Supermarine Seafire que seriam necessários para suprimir as armas antiaéreas inimigas. Fraser também sabia a partir dos ataques anteriores que os dois esquadrões de bombardeiros de mergulho Fairey Barracuda do Implacable provavelmente não seriam capazes infligir danos significativos, com mais ataques dos bombardeiros pesados da Força Aérea Real sendo necessários.

## Preparações

### Britânicas

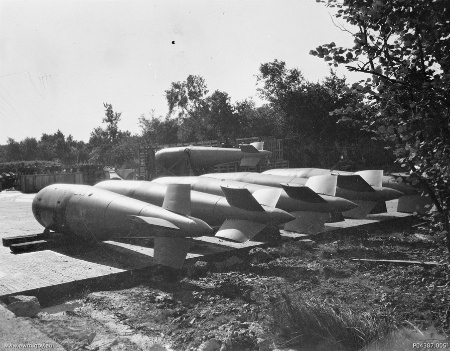
Bombas Tallboy antes de serem carregadas em aeronaves do Esquadrão Nº 9 em outubro ou novembro de 1944

Preparações para atacar o Tirpitz começaram assim que foi confirmado que ele estava em Tromsø. Esta ação seria mais simples do que a Operação Paravane, pois Tromsø estava dentro do alcance dos Lancasters caso decolassem do norte da Escócia equipados com tanques de combustível extras e outras modificações. Mesmo assim, exigiria uma longa viagem de volta de 3 624 quilômetros.
Os Lancasters dos Esquadrões Nº 9 e Nº 617 foram modificados para ampliar sua autonomia. Todas as aeronaves selecionadas foram equipadas com poderosos motores Rolls-Royce Merlin 24, obtidos às pressas de unidades de manutenção e campos de pouso pelo Reino Unido. Os Lancasters também receberam dois tanques de combustível adicionais dentro de suas fuselagens: um normalmente equipado em bombardeiros Vickers Wellington e um alijável usado por Mosquitos. O combustível adicional deixou os bombardeiros muito acima de seu peso máximo autorizado para decolagem. Para resolver isso, eles tiveram duas de suas armas removidas, junto com três mil projéteis de munição para a arma de cauda, o paraquedas sinalizador, as placas de blindagem ao redor do assento do piloto e algumas das garrafas de oxigênio e nitrogênio. A redução do armamento deixou os Lancasters extremamente vulneráveis a caças alemães, pois também teriam que fazer o voo sem a escolta de caças próprios, que não tinham autonomia para chegarem em Tromsø.
A ordem operacional para atacar o Tirpitz foi emitida em 24 de outubro pelo Grupo Nº 5. Ela especificou que o couraçado deveria ser atacado por 36 Lancasters, com os Esquadrões Nº 9 e Nº 617 contribuindo com dezoito cada. Outro Lancaster da unidade de filmagem do Esquadrão Nº 463 da Força Aérea Real Australiana também participaria, mas sem levar bombas. As minas Johnnie Walker não funcionaram durante a Operação Paravane e assim apenas as bombas Tallboy seriam usadas neste ataque, cada bombardeiro carregando uma. Essas bombas pesavam 5,4 toneladas e eram as maiores da Força Aérea Real, sendo capazes de penetrar alvos blindados. Os dois esquadrões permaneceriam em suas bases até que fosse julgado que as condições climáticas sobre Tromsø provavelmente seriam adequadas. Os aviões então seriam armados e decolariam das bases de Kinloss, Lossiemouth e Milltown no norte da Escócia. A ordem operacional também afirmava que o ataque era necessário porque "parece provável que os alemães talvez tentem levar o couraçado de volta para uma base na Alemanha, onde reparos e reformas necessárias podem ser realizadas".
Os bombardeiros, assim que a decisão de lançar o ataque fosse tomada, voariam individualmente através do Mar da Noruega e pelo litoral norueguês até um ponto entre Mosjøen e Namsos, onde o Grupo Nº 100 tinha encontrado um buraco na cobertura de radar alemã. Os Lancasters se encontrariam sobre o Lago Torne, no norte da Suécia; este curso de voo violaria a neutralidade sueca, mas foi escolhido porque permitiria que os aviões se aproximassem de Tromsø pelo sudoeste,  algo que achavam que os alemães não estariam esperando. Depois do encontro ser completado e caso as condições climáticas permanecessem adequadas, os bombardeiros então seguiram para Tromsø e atacariam o Tirpitz caso ele pudesse ser visualmente localizado ou, se estivesse obscurecido sua localização pudesse ser confirmada a partir de marcos relativamente desobstruídos. Caso estes critérios não pudessem ser preenchidos, as aeronaves não deveriam atacar. Os bombardeiros em seguida deveriam voar diretamente para a Escócia.
O capitão de grupo Colin McMullen foi selecionado para comandar a equipe terrestre e os aviadores antes do ataque, mesmo papel que teve na Operação Paravane. Os comandantes de ala dos esquadrões, James Bazin do Nº 9 e James Brian Tait do Nº 617, controlariam suas unidades no ar. O ataque foi designado como Operação Obviar.
Preparações também foram feitas para resgatar as aeronaves ou suas tripulações caso ficassem sem combustível ou sofressem danos. A base de Sumburgh nas Ilhas Shetland foi selecionada como campo de pouso de emergência para a viagem de volta. Caso qualquer um dos aviões tivesse problema nos motores ou não tivesse combustível para voltar ao Reino Unido, deveriam voar para campos de pouso soviéticos em Vaienga ou Iagodnik. O governo soviético só foi informado disso em 29 de outubro, o dia do ataque. O Grupo Nº 5 também pediu que três contratorpedeiros ficassem na rota de retorno para resgatar aviadores caso as aeronaves precisassem amerrissar no Mar da Noruega.
Os britânicos também receberam outras informações de inteligência além de fotografias de reconhecimento para monitorarem as atividades alemãs em Tromsø. O agente norueguês Egil Lindberg estava baseado no local e proporcionou atualizações sobre o Tirpitz por rádio. Como Lindberg trabalhava no escritório meteorológico local, ele também relatava regularmente as condições climáticas. Outra fonte de inteligência foi transmissões de rádio alemãs decodificadas pelos Aliados.

### Alemãs
O Tirpitz ficou especialmente vulnerável para ataques no período imediatamente depois que chegou em Håkøya. Nenhum dos muitos geradores de fumaça e armas antiaéreas que o protegiam no Fiorde de Kå estavam disponíveis porque ainda não tinham sido enviados para o sul. A única proteção disponíveis era o armamento do próprio couraçado, dois navios antiaéreos ancorados próximos e várias baterias antiaéreas na área de Tromsø. A inteligência britânica achava que havia dezesseis canhões antiaéreos pesados e dezesseis leves na área na época da Operação Obviar. O couraçado estava também cercado por redes antitorpedos. Nenhum caça ficava por perto. A profundidade da água embaixo do Tirpitz em seu ancoradouro era maior do que esperado, deixando-o vulnerável a emborcar. Não era possível mover o navio mais próximo do litoral por causa do espaço necessário para as redes antitorpedo. Em vez disso, duas semanas antes do couraçado chegar começou-se a elevar o leito do mar usando terra e cascalho.
O Tirpitz na época da Operação Obviar estava sob o comando do capitão de mar Wolf Junge, que tinha assumido a posição em maio. A tripulação estava esperando mais ataques aéreos e duvidava que o navio seria capaz de sobreviver. Isto, mais a crença de que a Alemanha iria perder a guerra, deixou a moral dos homens muito baixa. A população civil de Tromsø também estava na expectativa de ataques aéreos contra o Tirpitz e temia a possibilidade de serem bombardeados por acidente.

## Ataque

### Partida
O Comando de Bombardeiros aconselhou o Almirantado Britânico em 26 de outubro que a Operação Obviar começaria assim que as condições climáticas permitissem após a noite do dia seguinte. O Grupo Nº 5 também informou os esquadrões no mesmo dia para iniciarem preparações finais para a missão, incluindo carregar as Tallboys. Os aviadores selecionados para a ação foram instruídos nos planos na tarde de 27 de outubro e informados que iriam para os campos de pouso escoceses na manhã seguinte.
Vinte Lancasters de dos dois esquadrões partiram para Kinloss, Lossiemouth e Milltown na manhã do dia 28. Um Mosquito sobrevoou Tromsø naquela manhã, confirmando que o Tirpitz ainda estava ancorado perto de Håkøya e que as condições climáticas permaneciam favoráveis para um ataque. Previsões para o dia seguinte indicavam que o clima bom continuaria, assim o ataque foi estabelecido para 29 de outubro. Outro Mosquito fez um voo à meia-noite e relatou que as condições climáticas permaneciam limpas.
A força deixou a Escócia na madrugada de 29 de outubro. O Esquadrão Nº 9 enviou vinte Lancasters, com as aeronaves decolando entre 1h18min e 2h55min BST. O Esquadrão Nº 617 contribuiu com dezenove aviões que decolaram entre 1h03min e 2h10min BST. O Lancaster do Esquadrão Nº 463 acompanhou as aeronaves de ataque.

### Tromsø

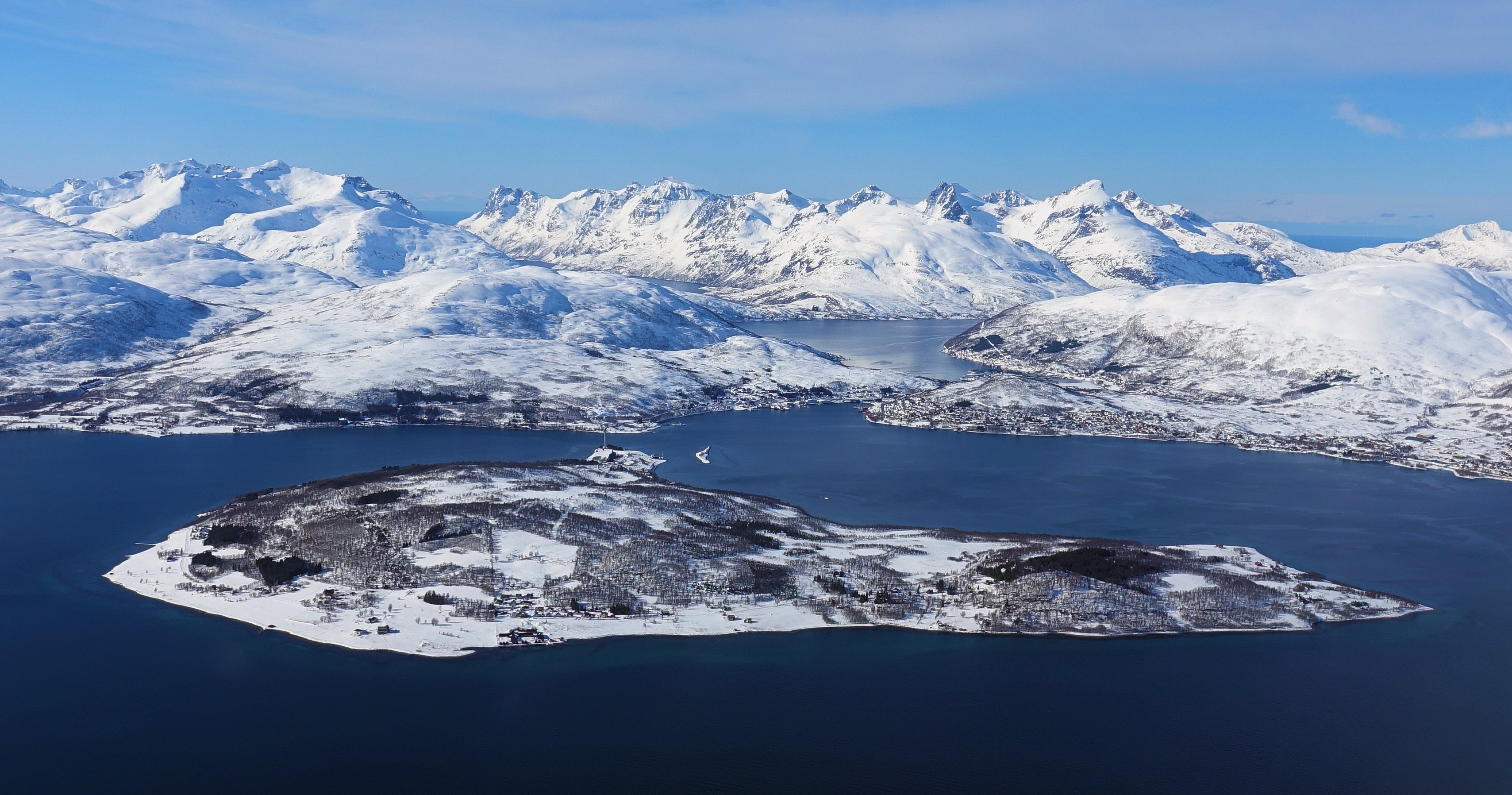
Håkøya; o Tirpitz estava ancorado próximo do litoral no canto inferior esquerdo

As aeronaves voaram individualmente através do Mar da Noruega a uma altitude de 460 metros e então começaram a subir para três mil metros assim que chegaram no litoral norueguês. Um dos aviões do Esquadrão Nº 9 teve problemas nos motores durante a subida e voltou para o Reino Unido. Os bombardeiros se encontraram sobre o Lago Torne, entraram em suas formações de ataque e seguiram para Tromsø. Durante este voo os Lancasters subiram para suas altitudes de bombardeamento entre quatro e cinco mil metros. Armas antiaéreas suecas dispararam contra eles quando passaram perto de Abisko, mas ninguém foi atingido.
O ataque contra o Tirpitz foi frustrado pela cobertura das nuvens. O clima permaneceu bom durante a aproximação de Tromsø, mas a área ao redor estava predominantemente coberta por nuvens. O couraçado inicialmente estava visível quando os bombardeiros chegaram na área, mas foi obscurecido antes que qualquer um deles pudesse ficar em posição de lançar sua bomba. Quase todos os aviões atacaram, mesmo com a ordem de trazerem suas Tallboys de volta caso um bombardeiro visual não fosse possível; o historiador Patrick Bishop afirmou que essa escolha se deu porque os aviadores não estavam dispostos a fazer a longa viagem de volta com uma bomba de 5,4 toneladas.
As primeiras bombas foram lançadas às 7h49min GMT, com o Esquadrão Nº 617 liderando o ataque. Dezesseis aviões lançaram suas Tallboys na posição estimada do Tirpitz, com muitos fazendo várias passagens sobre o local do alvo antes de atacarem. Um dos três Lancasters que não lançou sua bomba fez quatro passagens sobre Tromsø antes de Tait dar permissão ao piloto para abortar o ataque. O Esquadrão Nº 9 começou seu ataque seis minutos depois do Nº 617, com dezessete Lancasters lançando suas Tallboys. Assim como ocorreu com o primeiro esquadrão, diversas aeronaves do Esquadrão Nº 9 fizeram várias passagens sobre Tromsø, com um dos Lancaster chegando a fazer cinco passagens antes de finalmente lançar sua bomba. Pelos menos dois aviões conseguiram mirar no Tirpitz visualmente através de brechas nas nuvens, enquanto os restantes miraram na posição estimada do navio. Das aeronaves do Esquadrão Nº 9 que não atacaram, uma fez duas passagens sobre Tromsø. A última bomba foi lançada às 8h07min GMT.
Os defensores alemães abriram fogo contra os aviões britânicos enquanto aproximavam-se do Tirpitz. Quatro Lancasters do Esquadrão Nº 9, pelo menos um do Esquadrão Nº 617 e a aeronave de filmagem do Esquadrão Nº 413 foram danificados pelos disparos antiaéreos. O Lancaster  do Esquadrão Nº 617 perdeu tanto combustível de dois acertos que seu piloto julgou que a aeronave não conseguiria alcançar o campo de pouso de emergência de Sumburgh ou as opções na União Soviética. Ele em vez disso decidiu pousar no norte da Suécia para que assim os tripulantes pudessem evitar se tornarem prisioneiros de guerra. O avião fez um pouso forçado em um brejo perto de Porjus. Todos os aviadores sobreviveram e foram posteriormente repatriados para o Reino Unido pelo governo sueco. O dano infligido nos outros Lancasters não foi significativo.
Nenhuma das Tallboys acertou o Tirpitz, mas várias caíram na água perto dele. A explosão de uma dessas bombas danificou o eixo da hélice e o leme de bombordo do navio, o que causou inundações. Três tripulantes alemães foram feridos. As explosões das bombas foram sentidas pela população civil de Tromsø.

## Consequências

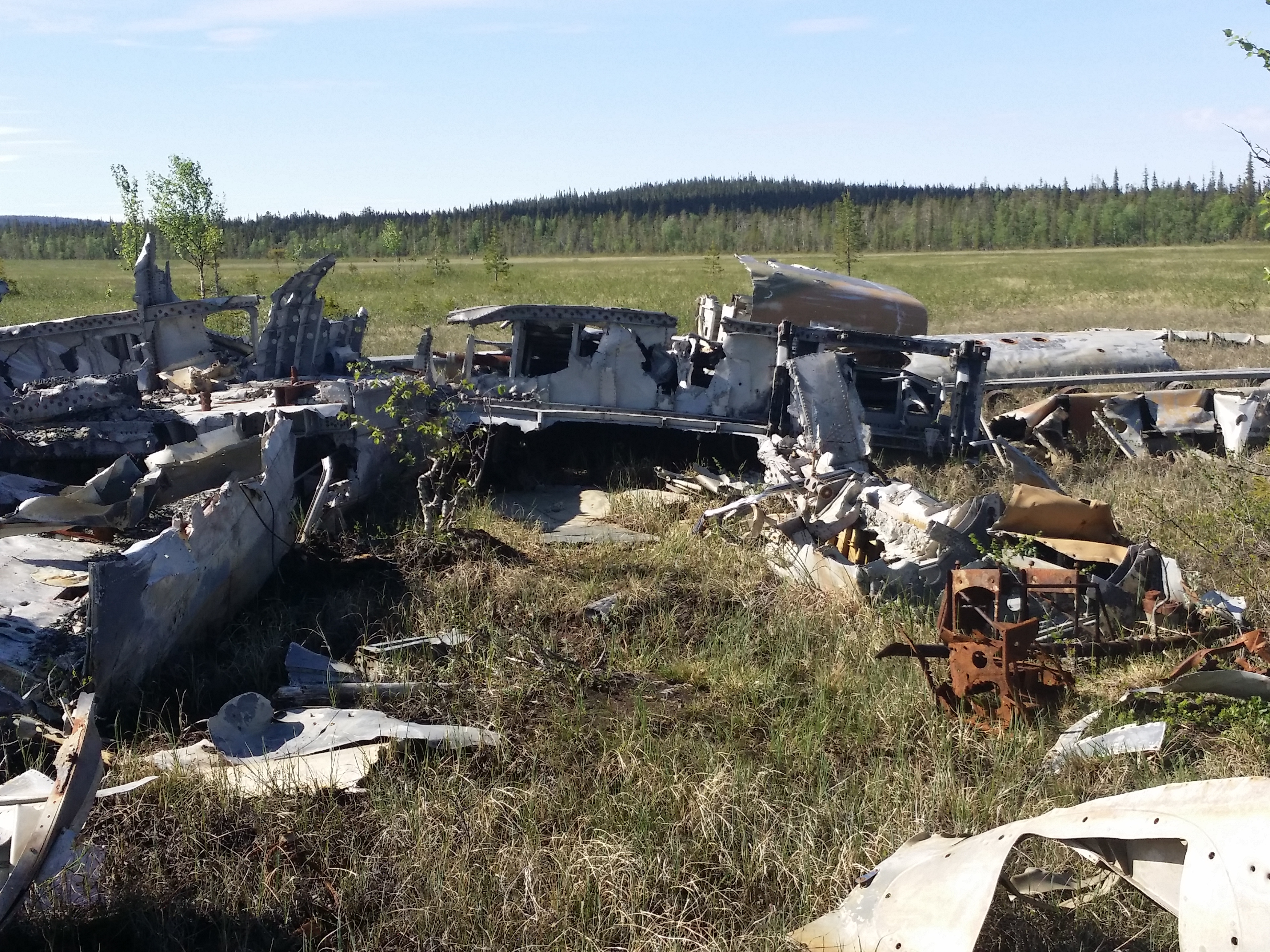
Destroços do Lancaster que fez um pouso forçado na Suécia

O retorno da maioria dos Lancasters foi tranquilo, com todos completando seus voos com uma duração média de treze horas. Um avião do Esquadrão Nº 617 precisou fazer um pouso de emergência em Sumburgh por ficar com pouco combustível; este foi um dos Lancaster que não lançou sua Tallboy. A danificada aeronave do Esquadrão Nº 463 conseguiu pousar com apenas um trem de pouso na base de Waddington. Os aviadores sabiam que o Tirpitz não tinha sido afundado e ficaram decepcionados com os resultados da operação. O comodoro do ar sir Ralph Cochrane, o comandante do Grupo Nº 5, lhes enviou uma mensagem dizendo: "Parabéns por seu voo e perseverança esplêndidos. A sorte não vai favorecer o Tirpitz para sempre. Um dia vocês pegam ele".
A inteligência Aliada logo descobriu que o Tirpitz tinha sido apenas levemente danificado. Um Mosquito realizou um voo de reconhecimento fotográfico sobre a área de Tromsø às 12h10min ainda do dia 29. Suas fotos não mostraram danos visíveis no navio. Relatos alemães pós-batalha transmitidos por rádio que foram interceptados e decodificados confirmaram que os danos se limitaram ao eixo da hélice e o leme. Lindberg recomendou em um de seus relatórios que a Força Aérea Real "desse outra chance".
Os alemães acreditavam que várias aeronaves tinham sido abatidas. A tripulação do Tirpitz atribuiu o fracasso da Operação Obviar à artilharia do couraçado, o que melhorou a moral. Eles esperavam que mais ataques ocorressem e ficaram frustrados que os caças da Força Aérea Alemã não estavam disponíveis para proteger a embarcação. Uma força de 38 caças foram transferidos de Bardufoss depois da Operação Obviar a fim de fortalecer a defesa aérea da região.
Os britânicos permaneceram determinados em afundar o Tirpitz. Pouco depois foi decidido usar os mesmos planos da Operação Obviar no próximo ataque, que foi designado como Operação Catecismo. Os Esquadrões Nº 9 e Nº 617 decolaram do norte da Escócia em 12 de novembro. O clima sobre a área de Tromsø desta vez estava limpo e o couraçado foi atingido com duas Tallboys. O dano destas bombas e de vários quase acertos fizeram o navio emborcar. Entre 940 e 1 204 marinheiros morreram.
O Lancaster que pousou perto de Porjus, nomeado "Easy Elsie", continua no local. Seus motores e pneus foram removidos e vendidos localmente. A fuselagem foi desmontada na década de 1960 ou 1970, mas isto foi abandonado quando mostrou-se muito difícil mover os restos. A cauda foi recuperada em 1984 pela Força Aérea da Suécia em nome do seu museu, com o local sendo aberto para visitantes na década de 1990. Propostas para devolver o que sobrou dos destroços para o Reino Unido não deram resultado.